# حیدره (تونس)
حیدره (به عربی: حیدرة) یک منطقهٔ مسکونی در تونس است که در استان قصرین واقع شده‌است. حیدره ۳٬۴۵۱ نفر جمعیت دارد.